# Kameralist
 Der er for få eller ingen kildehenvisninger i denne artikel, hvilket er et problem. Du kan hjælpe ved at angive troværdige kilder til de påstande, som fremføres i artiklen.

En kameralist er en højere embedsmand eller professor, som beskæftiger sig med kameralvidenskab. En danske kameralist er Johan Christian Fabricius (1745-1808), professor i økonomi og kameralvidenskab ved Københavns Universitet. Blandt tyske kameralister kan nævnes Friedrich Heinrich von Seckendorff (1673-1763) og Johann Heinrich Gottlob von Justi (1717-1771) . Oplysningstidens landboreformer var inspireret af kameralisterne.
I Drejers Klub fra slutningen af 1700-tallet fandtes to partier kaldet henholdsvis "kameralisterne", som bestod af satte borgermænd i ærefulde hverv, og "genierne", som var unge digtere bakket op af søofficerer .